# Josef Baruch Szulam
Josef Baruch Szulam (ur. 24 marca 1946 w Sofii) – izraelski działacz i publicysta religijny, mesjanistyczny żyd,

## Życiorys
W 1948 roku Szulam wyjechał wraz z rodzicami do Izraela by zamieszkać w Jerozolimie, gdzie jako 16 latek uznał Jezusa za Mesjasza. Decyzja ta zostaje przyjęta przez rodzinę jako porzucenie judaizmu. Szulam po krótkim pobycie na studiach w Dasher w Georgii, wrócił do Jerozolimy, aby na Uniwersytecie Hebrajskim rozpocząć studia archeologii biblijnej i biblistyki. Po ukończeniu studiów znów wyjechał do USA, aby studiować na David Lipscomb University w Nashville, Tennessee. Tam też spotkał swoją przyszłą żonę Marcię Saunders. W 1969 roku imigrował do Izraela. W 1972 roku Szulam rozpoczął studia w Ortodoksyjnej Jesziwie w Jerozolimie, gdzie studiował trzy i pół roku. Po studiach rabinistycznych wrócił na Uniwersytet Hebrajski, gdzie studiował tam historię judaizmu okresu Drugiej Świątyni.
Szulam jest autorem dwóch komentarzy biblijnych: komentarza do Listu do Rzymian (A Commentary on the Jewish Roots of Romans, współautor: Hilary Le Cornu) oraz książki na temat Dziejów Apostolskich (The Jewish Roots of Acts). Szulam jest współzałożycielem, powstałej w 1972 roku, Netivyah Bible Instruction Ministry. Organizacja ma na celu budowanie mostu porozumienia między Izraelem i innymi narodami oraz między Żydami i chrześcijanami. Zajmuje się także przybliżaniem Nowego Testamentu w kontekście jego żydowskich korzeni. Organizacja zajmuje się również pomocą dla Żydów wierzących w Jezusa oraz pracą humanitarną wśród potrzebujących.